# Președintele Republicii Fiji
Președintele Republicii Fiji este șeful statului Fiji. Președintele este numit de Parlamentul Republicii Fiji pentru un mandat de trei ani în condițiile Constituției Republicii Fiji din 2013. Rolul președintelui în cadrul administrației este de cele mai multe ori ceremonial, dar există puteri de rezervă importante care pot fi exercitate în caz de criză. În plus, președintele este comandantul șef al forțelor militare.

## Istoria funcției
Funcția de președinte a fost înființată în urma a două lovituri de stat militare în 1987, care au dus la proclamarea republicii la 7 octombrie, punând capăt monarhiei fijiene. Generalul-maior Sitiveni Rabuka, care a pus la cale loviturile de stat, a format un guvern militar provizoriu el fiind șeful acestui. Nu și-a luat, totuși, titlul de președinte, iar la 5 decembrie a numit-o pe Ratu Sir Penaia Ganilau, ultimul guvernator general, ca președinte al republicii.
Un puci civil instigat de George Speight a dus la o altă revoltă constituțională în 2000. Președintele Ratu Sir Kamisese Mara și-a dat demisia la 29 mai, în loc să abroge Constituția, după cum a cerut armata, fiind susținută de Curtea Supremă. (Dacă demisia sa a fost forțată sau nu a făcut obiectul unei anchete ale poliției care a continuat până la lovitura de stat din 2006). Comandorul Frank Bainimarama a preluat puterea ca șef al guvernului militar interimar (așa cum a făcut Rabuka în 1987), până când Ratu Josefa Iloilo a fost numit președinte la 13 iulie.
La 5 decembrie 2006, forțele militare au răsturnat din nou guvernul. Bainimarama s-a declarat președinte interimar; el a spus inițial că și-a asumat funcția cu titlu provizoriu și va cere în curând Marelui Consiliu al Șefilor de trib să-l repună pe Iloilo, dar la 17 decembrie a insistat că acum este președinte și că Marele Consiliu ar trebui să-l recunoască ca atare. Iloilo a fost reinstalat ca președinte la 4 ianuarie 2007.
În ianuarie 2008, Bainimarama a declarat că armata era „autoritatea executivă în numirea președintelui”, în urma suspendării Marelui Consiliu al Șefilor de trib. Președintele ar urma să fie numit de armată, până la instalarea unui Mare Consiliu reformat.
Câteva zile mai târziu, directorul Forumului Constituțional al Cetățenilor, Reverendul Akuila Yabaki, a sugerat ca funcția de președinte să fie, în viitor, deschisă persoanelor de orice etnie, decât să fie rezervată pentru fijienii indieni. Această sugestie a fost controversată și i-a s-a opus în mod deosebit premierul înlăturat Laisenia Qarase. Un șef din Rewa, Ro Filipe Tuisawau, s-a opus și el ideii și și-a exprimat părerea cu privire la funcția de președinte:
„Poziția președintelui simbolizează unitatea atât a structurilor tradiționale de conducere care existau înainte de instituirea guvernării parlamentare, cât și a sistemului actual al parlamentului Westminster. Acesta este locul în care sistemul occidental se întâlnește cu sistemul nostru tradițional vanua și recunoaștem conducerea indigenă care a evoluat și s-a ocupat de toate rasele din societatea noastră multiculturală. Prin numirea președintelui, națiunea recunoaște rolul pe care șefii noștri l-au jucat în societate și cred că poporul fijian ar aprecia că status quo-ul va rămâne în vigoare.”
La 28 iulie 2009, Iloilo a anunțat că va părăsi funcția la 30 iulie. Generalul de brigadă (R) Ratu Epeli Nailatikau i-a succedat în funcția de președinte interimar. La 5 noiembrie 2009, Nailatikau a depus jurământul ca președinte.
În martie 2012, guvernul Bainimarama a destituit Marele Consiliu al șefilor prin decret. Bainimarama a confirmat acest lucru însemnând că ar trebui să existe o nouă metodă pentru numirea președintelui; aceasta, a spus el, va fi prevăzută de o nouă Constituție, care va fi adoptată în 2013 în urma consultărilor cu poporul.
La 12 octombrie 2015, Parlamentul l-a ales președintele pe generalul-maior (R) Jioji Konrote.  La 12 noiembrie 2015, Konrote a depus jurămțntul ca președinte.. La 31 august 2018, Konrote a fost reales președinte.
La 22 octombrie 2021, Parlamentul l-a ales președinte pe Wiliame Katonivere. La 12 noiembrie 2021, Katonivere a depus jurământul ca președinte.

## List
| #  | Imagine          | Nume                                   | Mandat                     | Mandat                     | Partid politic                    |
| -- | ---------------- | -------------------------------------- | -------------------------- | -------------------------- | --------------------------------- |
| 1  |                  | Seru Epenisa Cakobau                   | 2 May 1867                 | 1867                       | President of the General Assembly |
| 2  |                  | Qoleanavanua                           | 1867                       | 1869                       | Chieftains Supreme                |
| 3  |                  | Enele Ma'afu'otu'itoga                 | 1869                       | 1869                       | Chieftains Supreme                |
| 4  |                  | Seru Epenisa Cakobau                   | 1869                       | 5 June 1871                |                                   |
| 5  |                  | Sydney C. Burt                         | 5 June 1871                | 18 May 1872                |                                   |
| 6  |                  | George Austin Woods                    | 18 May 1872                | 23 March 1874              |                                   |
| 7  |                  | John Bates Thurston                    | 23 March 1874              | 10 October 1874            |                                   |
| 8  |                  | Sir Hercules Robinson (1824–1897)      | 10 October 1874            | June 1875                  |                                   |
| 9  |                  | Sir Arthur Hamilton-Gordon (1829–1912) | 19 August 1875             | 1880                       |                                   |
| 10 |                  | Sir William Des Vœux (1834–1909)       | 20 December 1880           | 21 January 1885            |                                   |
| 11 |                  | John Bates Thurston (1836–1897)        | 21 January 1885            | 1 January 1887             |                                   |
| 12 |                  | Sir Charles Mitchell (1836–1899)       | 1 January 1887             | February 1888              |                                   |
| 13 |                  | Sir John Bates Thurston (1836–1897)    | February 1888              | 7 February 1897            |                                   |
| 14 |                  | Sir George T. M. O'Brien (1844–1906)   | March 1897                 | 1901                       |                                   |
| 15 |                  | Sir William Allardyce (1861–1930)      | 1901                       | 10 September 1902          |                                   |
| 16 |                  | Sir Henry Jackson (1849–1908)          | 10 September 1902          | 11 October 1904            |                                   |
| 17 |                  | Sir Everard im Thurn (1852–1932)       | 11 October 1904            | 1910                       |                                   |
| 18 |                  | Sir Charles Major (1860–1933)          | 1910                       | 21 February 1911           |                                   |
| 19 |                  | Sir Charles Major (1860–1933)          | 1910                       | 21 February 1911           |                                   |
| 20 |                  | Sir Francis May (1860–1922)            | 21 February 1911           | 25 July 1912               |                                   |
| 21 |                  | Sir Ernest Sweet-Escott (1857–1941)    | 25 July 1912               | 10 October 1915            |                                   |
| 22 |                  | Sir Eyre Hutson (1864–1936)            | 1915                       | 1916                       |                                   |
| 23 |                  | Sir Cecil Hunter-Rodwell (1874–1953)   | 10 October 1916            | 1919                       |                                   |
| 24 |                  | Sir Eyre Hutson (1864–1936)            | 1919                       | 1919                       |                                   |
| 25 |                  | Sir Cecil Hunter-Rodwell               | 1919                       | 1925                       |                                   |
| 26 |                  | Sir Eyre Hutson (1864–1936)            | 25 April 1925              | 22 November 1929           |                                   |
| 27 |                  | Sir Murchison Fletcher (1878–1954)     | 22 November 1929           | May 1936                   |                                   |
| 28 |                  | Sir Murchison Fletcher (1878–1954)     | 22 November 1929           | May 1936                   |                                   |
| 29 |                  | Sir Cecil Barton (1891–1980)           | May 1936                   | November 1936              |                                   |
| 30 |                  | Sir Arthur Richards (1885–1978)        | 28 November 1936           | August 1938                |                                   |
| 31 |                  | Sir Arthur Richards (1885–1978)        | 28 November 1936           | August 1938                |                                   |
| 32 |                  | Sir Cecil Barton (1891–1980)           | August 1938                | September 1938             |                                   |
| 33 |                  | Sir Harry Luke (1884–1969)             | 16 September 1938          | 21 July 1942               |                                   |
| 34 |                  | Sir Philip Mitchell (1890–1964)        | 21 July 1942               | 12 January 1944            |                                   |
| 35 |                  | Sir John Rankine (1907–1987)           | 12 January 1944            | 4 May 1944                 |                                   |
| 36 |                  | Sir John Nicoll (1899–1981)            | 4 May 1944                 | 23 October 1944            |                                   |
| 37 |                  | Sir John Rankine (1907–1987)           | 23 October 1944            | 1 January 1945             |                                   |
| 38 |                  | Sir Alexander Grantham (1899–1978)     | 1 January 1945             | 21 March 1947              |                                   |
| 39 |                  | Sir John Nicoll (1899–1981)            | 21 March 1947              | 8 October 1947             |                                   |
| 40 |                  | Sir Brian Freeston (1892–1958)         | 8 October 1947             | 6 October 1952             |                                   |
| 41 |                  | Sir Brian Freeston (1892–1958)         | 8 October 1947             | 6 October 1952             |                                   |
| 42 |                  | Sir Ronald Garvey (1903–1991)          | 6 October 1952             | 28 October 1958            |                                   |
| 43 |                  | Sir Kenneth Maddocks (1907–2001)       | 28 October 1958            | 6 January 1964             |                                   |
| 44 |                  | Sir Derek Jakeway (1915–1993)          | 6 January 1964             | December 1968              |                                   |
| 45 |                  | Sir Robert Sidney Foster (1913–2005)   | December 1968              | 10 October 1970            |                                   |
| 46 |                  | Sir Robert Sidney Foster (1913–2005)   | 10 October 1970            | 13 January 1973            |                                   |
| 47 |                  | Ratu Sir George Cakobau (1912–1989)    | 13 January 1973            | 12 February 1983           |                                   |
| 48 |                  | D. J. Aitken                           | 1971                       | 1974                       |                                   |
| 49 |                  | Paul Manueli                           | 1974                       | 1979                       |                                   |
| 50 |                  | Ian Thorpe                             | 1979                       | 1984                       |                                   |
| 51 |                  | Ratu Sir Penaia Ganilau (1918–1993)    | 12 February 1983           | 6 October 1987             |                                   |
| 52 |                  | Epeli Nailatikau (1941–)               | 1984                       | 14 May 1987                |                                   |
| 53 | 14 May 1987      | Epeli Nailatikau (1941–)               | 23 September 1987          |                            |                                   |
| 54 |                  | Sitiveni Rabuka (1948–)                | 23 September 1987          | 7 October 1987             |                                   |
| 54 | 7 October 1987   | Sitiveni Rabuka (1948–)                | 5 December 1987            | Military                   |                                   |
| 55 |                  | Penaia Ganilau (1918–1993)             | 5 December 1987            | 15 December 1990           | Independent                       |
| 56 |                  | Josaia Tavaiqia                        | 1990                       | 1990                       |                                   |
| 57 |                  | Penaia Ganilau                         | 1990                       | 15 December 1993           |                                   |
| 58 |                  | Kamisese Mara (1920–2004)              | 2 June 1992                | 15 December 1993           |                                   |
| 58 | 15 December 1993 | Kamisese Mara (1920–2004)              | 18 January 1994            | Independent                |                                   |
| 59 |                  | Inoke Takiveikata                      | 18 January 1994            | 18 January 1994            |                                   |
| 60 |                  | Kamisese Mara (1920–2004)              | 18 January 1994            | 29 May 2000                | Independent                       |
| 61 |                  | Josefa Iloilo (1920–2011)              | 17 November 1997           | 29 May 2000                | Independent                       |
| 62 |                  | Frank Bainimarama (1954–)              | 29 May 2000                | 13 July 2000               | Military                          |
| 63 |                  | George Speight                         | 29 May 2000 —25 March 2001 | 29 May 2000 —25 March 2001 |                                   |
| 64 |                  | Timoci Silatolu                        | 29 May 2000 —25 March 2001 | 29 May 2000 —25 March 2001 |                                   |
| 65 |                  | Shane Stevens                          | 29 May 2000 —25 March 2001 | 29 May 2000 —25 March 2001 |                                   |
| 66 |                  | Josefa Iloilo (1920–2011)              | 13 July 2000               | 5 December 2006            | Independent                       |
| 67 |                  | Jope Seniloli (1939–2015)              | 25 March 2001              | 29 November 2004           | Independent                       |
| 68 |                  | Jope Seniloli                          | 5 December 2006            | 5 December 2006            |                                   |
| 70 |                  | Joni Madraiwiwi (1957–2016)            | 15 December 2004           | 5 December 2006            | Independent                       |
| 71 |                  | Frank Bainimarama (1954–)              | 5 December 2006            | 4 January 2007             | Military                          |
| 72 |                  | Joni Madraiwiwi                        | 4 January 2007             | 4 January 2007             |                                   |
| 73 |                  | Josefa Iloilo (1920–2011)              | 4 January 2007             | 30 July 2009               | Independent                       |
| 74 |                  | Epeli Nailatikau (1941–)               | 17 April 2009              | 30 July 2009               | Independent                       |
| 74 | 5 November 2009  | Epeli Nailatikau (1941–)               | 12 November 2015           | Independent                |                                   |
| 75 |                  | George Konrote (1947–)                 | 12 November 2015           | 2021                       | Independent                       |
| 76 |                  | Anthony Gates                          | 4 January 2007             | 8 April 2019               |                                   |
| 77 |                  | Wiliame Katonivere                     | 2021                       | 2024                       | Independent                       |
| 78 |                  | Kamal Kumar                            | 2023                       | 2023                       |                                   |
| 79 |                  | Lordship Salesi Temo                   | 2024                       | 2024                       |                                   |
| 80 |                  | Naiqama Lalabalavu                     | 2024                       | Prezent                    | Independent                       |